# Bitka pri Millstone
Bitka pri Millstone, znana tudi kot Bitka pri Van Nestovem mlinu, je bil spopad, ki se je zgodil v bližini mlina [Abraha Van Neste v Westonu, New Jersey (blizu današnjega Manvillea, New Jersey) 20. januarja 1777 med ameriško revolucionarno vojno. Britansko skupino za iskanje hrane so obkolile in pregnale sile, sestavljene večinoma iz milice New Jerseyja, zaradi česar so Britanci ostali brez vozov in zalog.
Ta akcija je bila ena od serije spopadov, znanih kot Vojna za živež, ki so se v severnem New Jerseyju nadaljevali v prvih nekaj mesecih leta 1777 in je pokazala, da so se čete milic lahko borile z veliko močjo.